# Coelioxys siamensis
Coelioxys siamensis là một loài Hymenoptera trong họ Megachilidae. Loài này được Cockerell mô tả khoa học năm 1911.